# ハッピー・ナウ
「ハッピー・ナウ」（"Happy Now"）はイギリスのポップ・グループ、テイク・ザットのシングルである。イギリスのチャリティ団体コミック・リリーフが行うチャリティ番組のプロモーションのためシングルカットされた。リード・ボーカルはゲイリー・バーロウとロビー・ウィリアムズ。2010年11月15日に発売されたアルバム『プログレス』の6曲目として、2011年3月18日よりイギリスでデジタル・ダウンロード版が、6月18日にヨーロッパでプロモーション・シングルがそれぞれ発売された。

## 背景
この曲が『プログレス』からの三枚目のシングルになることと、コミック・リリーフが奇数年に行うテレソン（長時間のチャリティ番組）『レッド・ノーズ・デー 2011』でテイク・ザットがパフォーマンスを行うことが明らかになった。パフォーマンスは2011年3月18日21時15分に行われ、同時にミュージック・ビデオが同日22時30分に同番組内で放送されることが発表された。
当初はイギリス国内かつデジタルダウンロードのみの販売だったが、後にヨーロッパでリミックスバージョンを含むCDシングルとして発売された。

## ミュージックビデオ
ビデオは2011年2月にBBCのスタジオで撮影された。2011年3月18日にBBC2で短く編集されたものが公開された。
映像はフェイク・ザット（Fake That）という名のトリビュートバンドのオーディションをテイク・ザットのメンバーがし始めるところから始まる。若いグループや男女混合バンド、5人の老人たちなど多数のグループがオーディションに現れた後、「ドゥ・ホワット・ユー・ライク」のミュージック・ビデオの衣装で登場したアラン・カー、ジェームズ・コーデン、ジョン・ビショップ、デヴィッド・ウォリアムス、キャサリン・テイトの5人のコメディアンで構成されたグループが登場する。
あまりの出来の酷さにテイク・ザットのメンバーは5人をステージから降ろし詰問するが、5人はステージに戻り「ザ・フラッド」のミュージック・ビデオの再現を始めてしまう。またもやメンバーは5人を止めるが、5人はステージに戻り衣装を変えて「プレイ」、「ラヴ・エイント・ヒア・エニモア」、「バック・フォー・グッド」のミュージック・ビデオの再現を始める。
ダンスの真似や声色を変えるその演技にテイク・ザットのメンバーは根負けし、この5人をフェイク・ザットとすることに決める。ビデオの最後でテイク・ザットはステージに上がり、フェイク・ザットと一緒に歌う。

## トラックリスト
- ヨーロピアン・プロモーション・シングル

1. "Happy Now" (Main Version) - 3:56
2. "Happy Now" (Live Version) - 3:45
3. "Happy Now" (Paul Oakenfold Radio Edit) - 3:31
4. "Happy Now" (Benny Benassi Radio Edit) - 3:52
5. "Happy Now" (Paul Oakenfold Remix) - 7:19
6. "Happy Now" (Benny Benassi Remix) - 7:00

- UK iTunes

1. "Happy Now" (Live Version) - 3:45
2. "Happy Now" (Video) - 4:44
3. "Happy Now" (Behind The Scenes Footage) - 14:18

## チャート
| チャート (2011)                               | 最高 順位 |
| --------------------------------------------- | --------- |
| ヨーロッパ（100 Singles）                     | 33        |
| アイルランド（IRMA）                          | 11        |
| スコットランド（The Official Charts Company） | 41        |
| イギリス（全英シングルチャート）              | 52        |